# Charles Philip Yorke
Charles Philip Yorke (ur. 12 marca 1764, zm. 13 marca 1834) – brytyjski polityk związany ze stronnictwem torysów.
Był drugim synem Charlesa Yorke’a (młodszego syna 1. hrabiego Hardwicke) i Agnety Johnson. Wykształcenie odebrał w Harrow School oraz w St John’s College na Uniwersytecie Cambridge. W 1789 r. został powołany do korporacji prawniczej. 1 lipca 1790 r. poślubił Harriet Manningham. Małżonkowie nie mieli razem dzieci.
W 1790 r. został wybrany do Izby Gmin jako reprezentant okręgu Cambridgeshire. W 1810 r. zmienił okręg wyborczy na St Germans, a od 1812 do 1818 r. reprezentował okręg wyborczy Liskeard.
W 1801 r. otrzymał stanowisko sekretarza ds. wojny w rządzie Addingtona. W 1803 r. został ministrem spraw wewnętrznych. W 1804 r. na stanowisko premiera powrócił William Pitt Młodszy, który nie włączył Yorke’a w skład swojego gabinetu. Był przeciwnikiem równouprawnienia katolików.
W 1810 r. nawoływał do wprowadzenia zakazu wstępu do gmachu Izby Gmin osób postronnych (m.in. dziennikarzy). W tym samym roku został pierwszym lordem Admiralicji w gabinecie Percevala. Utracił to stanowisko po śmierci premiera w 1812 r. W 1818 r. wycofał się z czynnego życia publicznego. Zmarł w 1834 r.